# Scarus arabicus
Scarus arabicus es una especie de peces de la familia Scaridae en el orden de los Perciformes.

## Morfología
Los machos pueden llegar alcanzar los 45 cm de longitud total.

## Distribución geográfica
Se encuentra en el mar de Arabia y desde el golfo de Adén hasta el Pakistán.